# 在ブラジル日本国大使館
在ブラジル日本国大使館（ポルトガル語: Embaixada do Japão no Brasil、英語: Embassy of Japan in Brazil）は、ブラジルの首都ブラジリアにある日本の大使館。2021年12月より、林禎二が特命全権大使を務めている。

## 沿革
- 1895年11月5日、日伯修好通商航海条約が締結されて日伯間の外交関係が樹立される[2]
- 1897年8月23日、ペトロポリス（当時の首都リオデジャネイロ近郊にある避暑地）に在ブラジル日本帝国公使館が開設される[3]
- 1923年5月1日、公使館が在ブラジル日本帝国大使館に昇格する[4]
- 1942年1月19日、大日本帝国とブラジルの国交が断絶され、在ブラジル日本帝国大使館を含む在ブラジル日本公館が閉鎖される[5]
- 1942年8月、石射猪太郎大使がブラジルから追放されて戦時交換船で帰朝する[6]
- 1944年8月、待命大使として本国で待機していた石射大使が再赴任しないまま在ビルマ大使を拝命したことにより在ブラジル大使としての任務を終え、彼が帝国時代最後の大使となった[6]
- 1945年6月6日、ブラジルが大日本帝国に宣戦布告する[5]
- 1952年4月28日、サンフランシスコ平和条約の発効により日本の主権回復。ブラジルも同条約締結国のうちの一国[7]
- 1952年7月31日、戦前にブラジルで実業家として活躍していた還暦の財界人君塚慎が日本国の全権代表として初代となる在ブラジル大使を拝命する[8][9]
- 1952年、リオデジャネイロで在ブラジル日本国大使館として再開される[8]
- 1960年4月21日、ブラジルの首都がリオデジャネイロからブラジリアに遷都される[10]
- 1971年、リオデジャネイロの大使館が首都のブラジリアに移転し、リオデジャネイロには代わりに在リオデジャネイロ日本国総領事館が開設される[11]
- 大使館事務所、大使公邸は、東京渋谷のヒルサイドテラス等を設計した槇文彦による設計である。
- 2022年3月、ボルソナーロ大統領が大使公邸を訪問、懇談[12]

## 所在地
|              | 所在地                                                                                   |
| 日本語       | 〒70425-900 ブラジリア連邦直轄地区（DF）ロット39ブロック811大使館地区南部（SES）万国通り |
| ポルトガル語 | SES Avenida das Nações, Quadra 811, Lote 39, CEP 70425-900 - Brasília - DF               |
| 英語         | SES Avenue of Nations, Block 811, Lot 39, Brasilia 70425-900                             |

## 著名な在勤者
- 稲田亮 - 見附市長
- 佐原光一 - 豊橋市長（第32・33・34代）
- 高橋光男 - 参議院議員
- 中西良介 - 大日本帝国陸軍中将
- 松川隆志 - 北海道開発事務次官、日本酒類販売社長
- 津田修一 - 国土交通省東北地方整備局長